# Chilicola chubutense
Chilicola chubutense là một loài Hymenoptera trong họ Colletidae. Loài này được Packer mô tả khoa học năm 2007.